# Driven
Driven (conocida como Alta velocidad en Hispanoamérica) es una película estadounidense de 2001 dirigida por Renny Harlin y protagonizada por Sylvester Stallone quien además fue productor y escritor. Es coprotagonizada por Til Schweiger, Burt Reynolds, Estella Warren, Kip Pardue y el chileno Cristián de la Fuente.
La película se centra en el esfuerzo de un joven piloto de carreras por ganar el campeonato de automovilismo CART FedEx Championship Series. Antes de la producción, Stallone participó en numerosas carreras de Fórmula 1, pero no pudo obtener suficiente información sobre la categoría debido al secretismo con el que los equipos protegen sus coches, por lo que decidió basar la película en la temporada 2000 de la CART.
Lanzado el 27 de abril de 2001, Driven recibió críticas generalmente negativas de los críticos y fue un fracaso comercial.

## Argumento
A mitad de la temporada de Champ Car del Mundo Alternativo de 2000, el debutante estrella Jimmy Bly (Kip Pardue) ya ha ganado cinco carreras. Su éxito ha provocado la ira del campeón defensor y actual líder en puntos, Beau Brandenburg (Til Schweiger), quien cree que no está teniendo el rendimiento que debería debido a que su prometida Sophia Simone (Estella Warren) se ha convertido en una distracción. Beau rompe su compromiso y recupera su racha de victorias en Chicago.
A medida que Beau recupera su mejor forma, Carl Henry (Burt Reynolds), el dueño del equipo de Jimmy, quien es parapléjico, está preocupado porque comete más errores al volante. Encuentra paralelismos con su expiloto y campeón de Champ Car, Joe "The Hummer" Tanto (Sylvester Stallone), a quien convence de salir del retiro para ser el mentor de Jimmy. Joe acepta y lo incorporan para reemplazar a su compañero de equipo, Memo Moreno (Cristián de la Fuente). La exesposa de Joe, Cathy Heguy (Gina Gershon), ahora está casada con Memo y a pesar de todo esto, Joe y Memo siguen siendo amigos. Mientras tanto, Sophia conoce a Jimmy en un bar y comienzan a forjar una relación.
En Canadá, Jimmy lidera y Beau le sigue de cerca. Jimmy no puede alejarse de él, así que Carl le ordena a Joe que entre en boxes y lo mantiene allí hasta que los líderes están a punto de pasar, a pesar de las protestas de Joe. Joe sale de boxes justo a tiempo para bloquear a Beau, lo que le permite a Jimmy ganar la carrera. Demille (Robert Sean Leonard), hermano y gerente de Jimmy, no le gusta la mentoría de Joe, insinuando que debería simplemente bloquearlo. Joe insta a Beau a reconciliarse con Sophia, mientras que el creciente vínculo de Jimmy con ella le hace perder aún más su rendimiento en la pista durante la siguiente carrera en Japón y sufrir un accidente.
En una fiesta en Chicago, donde se presentan los prototipos de los monoplazas de la próxima temporada, Beau y Sophia se reconcilian, para gran decepción de Jimmy. Sophia intenta disculparse con Jimmy, pero éste los ataca a ella y a Beau, y luego toma uno de los monoplazas nuevos y sale corriendo del centro de convenciones. Joe se sube a otro de los monoplazas nuevos y persigue a Jimmy por las calles, hasta que finalmente después de la persecución en las calles, logra calmarlo.
En la próxima carrera en Alemania, Carl decide reincorporar a Memo mientras hace que Joe sea el mentor de Jimmy desde el pit lane. La siguiente carrera comienza bajo la lluvia, con Jimmy y Beau una vez más luchando por el primer lugar. Jimmy necesita una victoria más para llevarse el campeonato y Memo recibe instrucciones de bloquearlo y mantenerse fuera de su camino. Sin embargo, Cathy convence a Memo para que vaya por la victoria, y como resultado, choca con Jimmy en un choque que lo envía volando a un lago al final del recorrido. Jimmy y Beau se lanzan al lago y rescatan a Memo justo cuando un árbol en llamas se derrumba e incendia la fuga de combustible del monoplaza, causando una explosión. Este evento hace que Beau se encariñe con Jimmy, diciendo que es un buen hombre y que no quería ganar el campeonato de esta manera.
Enfadado porque Jimmy ha sacrificado sus aspiraciones de campeonato para rescatar a otro corredor, Carl decide reemplazarlo con Beau para la próxima temporada y negocia un acuerdo con su hermano Demille, quien ahora lo representará. Demille intenta que Beau firme el nuevo contrato, pero este lo rompe y Sophia le da un puñetazo en la cara por la forma en que la trató anteriormente. Inicialmente, Jimmy no puede competir debido a una lesión en el pie que sufrió durante el rescate, pero Carl finalmente decide autorizarlo para la carrera después de que pase la prueba de fuerza de Carl. Jimmy agradece a Sophia y a Beau por rechazar el trato de su hermano.
En la final de la temporada en Detroit, Jimmy y Beau compiten por el campeonato. Con Memo hospitalizado, Joe vuelve a competir como compañero de equipo de Jimmy. En las últimas vueltas, Joe toma la delantera, pero daña su suspensión delantera al evitar un choque, lo que le impide luchar por la victoria. En la última vuelta, Jimmy empieza a tener un lapsus mental, pero al escuchar las palabras de Joe, se adelanta a Beau por solo unos centímetros y cruza la meta primero, mientras que el monoplaza de Joe (girando sin control) cruza en tercero. Frente a una multitud de espectadores, entre ellos Sophia y Demille, quien demuestra estar orgulloso de su hermano, Jimmy es nombrado nuevo campeón y celebra su victoria con Joe y Beau.

## Reparto
- Sylvester Stallone como Joe "The Hummer" Tanto: un veterano campeón de Champ Car e Indy 500 que sale del retiro para entrenar a Jimmy.
- Burt Reynolds como Carl Henry: propietario del equipo PacWest Racing.
- Kip Pardue como James Roman "Jimmy" Bly: un piloto novato de Champ Car que conduce para PacWest Racing.
- Til Schweiger como Beau Brandenburg, actual campeón de Champ Car y rival de Jimmy que conduce para Chip Ganassi Racing.
- Gina Gershon como Cathy Heguy Moreno, la esposa de Memo y exesposa de Joe.
- Estella Warren como Sophia Simone, la exnovia de Beau.
- Cristián de la Fuente como Memo Moreno, compañero de equipo de Jimmy que conduce para PacWest Racing.
- Stacy Edwards como Lucretia "Luc" Jones.
- Robert Sean Leonard como Demille Bly, el hermano de Jimmy.
- Brent Briscoe como "Crusher".
- Frank Blanch como Bill.
- Barry Stillwell como Bob.
- Verona Pooth como Nina.
- Jasmin Wagner como Ingrid.
- Alison Armitage como novia (sin acreditar)
- Renny Harlin como un conductor sustituto.

### Apariciones estelares
- Mario Andretti como él mismo.
- Jacques Villeneuve como él mismo.
- Juan Pablo Montoya como él mismo.
- Adrián Fernández como él mismo.
- Mark Blundell como él mismo.
- Roberto Moreno como él mismo.
- Kenny Bräck como él mismo.
- Tony Kanaan como él mismo.
- Maurício Gugelmin como él mismo.
- Max Papis como él mismo.
- Memo Gidley como él mismo.
- Paul Tracy como él mismo.
- Dario Franchitti como él mismo.
- Alex Barron como él mismo
- Michel Jourdain Jr. como él mismo (escena eliminada).

## Producción

### Desarrollo y redacción
Sylvester Stallone se interesó por el mundo de las carreras mientras rodaba Judge Dredd en Europa y decidió rodar una película con ese trasfondo. Originalmente, había planeado hacer una película basada en la Fórmula 1, tras asistir al Gran Premio de Italia de 1997 y anunciar su objetivo en una rueda de prensa. Sin embargo, el plan se abandonó posteriormente.
Stallone dijo lo siguiente que escribió alrededor de veinticinco borradores y mencionó que la película era autobiográfica en muchos sentidos:

Y de esas, unas 20 trataban sobre el viaje de un hombre, yo, a través de esta película, y todas sus pruebas y tribulaciones. Había caído desde una gran altura en su carrera. Era un borracho con todos estos problemas y accidentes porque él y su esposa Cathy, interpretada por Gina Gershon, tenían una relación muy tumultuosa. (Risas) Les doy una pequeña pista biográfica. Y simplemente empezó a desmoronarse. Así que lo trajeron de vuelta como algo así como la gente nunca debería ser. Es como llevar a chicos que se ausentan de la escuela y luego llevarlos a la cárcel para ver dónde terminan y asustarlos para que se enderece. Así que me trajeron de vuelta básicamente para demostrarle al joven Jimmy Bly cómo nunca debería ser, como un mal ejemplo. Y luego, cuanto más trabajábamos en ello, se convirtió en el lado oscuro, un poco sórdido y no sabía dónde estaría el lado positivo. Así que empezamos a reducir su papel y a convertirlo en un conjunto, simplemente como alguien que hacía su trabajo, no era muy espectacular, corría como un loco, a veces ganaba, a veces perdía, pero tenía cierta ética de trabajo, de la vieja escuela, que podía aplicarse a Jimmy. Todo eso lo convirtió en un conjunto y luego, en la edición, lo redujimos aún más. Al principio, tenía una relación con el reportero. Pero eso empezó a restarle importancia a los demás, así que lo dejamos en segundo plano... Así que lo filmamos, pero dijimos: "No, no es volar de verdad". Las carreras son muy parecidas al mundo de la actuación. Tienes a tus favoritos, a otros que están ahí para la carrera larga y a otros que bloquean a otros, a los que se les llama actores secundarios y de personajes. Es la misma situación. Y te das cuenta de que no siempre puedes ser el número uno. Simplemente no puedes ser el que va adelante todo el tiempo. Así que lo que puedes hacer es apoyar, ayudar, nutrir y animar a alguien más. Es como si tus experiencias perduraran en alguien más. Si encuentras a un actor joven y le dices: "Oye, no hagas esto, no hagas aquello, evita esto y aquello", y compartes tus experiencias, y él tiene éxito, puedes decirle: "Sabes qué, en cierto modo contribuí a eso". Como actor, ¿tuviste que aprender a las malas que no siempre puedes ser el número uno? (Risas) Desafortunadamente, lo hice.

Stallone dice que le llevó cuatro años conseguir la financiación para hacer la película.
Stallone y Renny Harlin ya habían trabajado juntos en Cliffhanger. Harlin intentaba desarrollar una película sobre la vida de Ayrton Senna y, al fracasar, firmó para hacer Driven.

### Rodaje
La película se filmó principalmente en Toronto, Canadá, del 6 de julio de 2000 al 12 de octubre de 2000, así como en una variedad de carreras en todo el mundo sancionadas por CART. La carrera alemana se filmó en la pista de pruebas Continental en Hannover en lugar del óvalo de Lausitzring que en realidad utilizó la CART.
Cuando el personaje de Stallone llega a una carrera al principio de la película, hay un plano general donde entra y saluda a varias personas. Un breve cameo no acreditado muestra a Dustin Hoffman, con ropa de carreras.

### Postproducción
Matt Hullum, de Rooster Teeth Productions, fue el productor de efectos visuales.
El estreno de la película tuvo lugar en el Grauman's Chinese Theatre, con varios competidores de CART conduciendo y demostrando paradas en boxes en Champ Cars modificados por Hollywood Blvd.
Según el comentario del director Harlin, su primer corte duró cuatro horas. Solo 51 minutos de material eliminado se incluyeron como contenido especial en DVD.

## Recepción

### Taquilla
La cinta tuvo una importante campaña publicitaria que se estima en $10 millones de dólares, pero fue un fracaso comercial y sólo recaudó $32 millones de dólares en contra de un presupuesto de $72 millones. Este pobre desempeño puso fin a una recuperación moderadamente exitosa (con las películas Deep Blue Sea de 1999 y The Long Kiss Goodnight de 1996) del fracaso de crítica y financiero de Cutthroat Island, dirigida por Harlin. Sin embargo, fue el primer estreno de fracaso taquillero número uno de Stallone desde Cop Land de 1997 (que más tarde conformarían por sus sucesores D-Tox, Avenging Angelo y Shade). No fue sino hasta el año 2006 con el estreno de Rocky Balboa, que la carrera de Stallone tomó un respiro.

### Crítica
La película recibió malas críticas, con el sitio web de Rotten Tomatoes afirmando que el 14% de las 111 reseñas de los críticos son positivas, con una calificación promedio de 3,6/10. El consenso afirmó "personajes insuficientemente desarrollados, una tonta dinámica de pantalla y obvios efectos CG". Metacritic, que utiliza un promedio ponderado, le asignó a la película una puntuación de 29 sobre 100, basándose en 26 críticos, lo que indica críticas generalmente desfavorables. El público encuestado por CinemaScore le dio a la película una calificación promedio de «B−» en una escala de A+ a F.
Roger Ebert, del Chicago Sun-Times, afirmó que Harlin "ha hecho mejores películas [...], pero aquí cumple con creces". Ebert criticó la edición, la ausencia de conflicto entre personajes y el final demasiado feliz. Le otorgó una puntuación de 2,5 sobre 4. Owen Gleiberman, de Entertainment Weekly, la calificó de "mayormente absurda, y sin un eje dramático central, pero las escenas de carreras te atrapan con su viaje mortal" y le otorgó una calificación de C+. Kenneth Turan, de Los Angeles Times, escribió: "La habilidad de Harlin compensa gran parte de la absurdidad narrativa, incluso si esta vez está superada". Jay Bogar, de The Orlando Sentinel, comentó: "Driven, para decirlo sin rodeos, hace que Days of Thunder parezca Citizen Kane sobre ruedas". Cuando Jay Leno apareció como crítico invitado en el programa de televisión "Ebert & Roeper", tanto Leno como Richard Roeper describieron a Driven como "la peor película de autos jamás hecha, y una descripción terrible de las carreras de autos". Stallone ha dicho que se arrepiente de haber hecho la película.
En una entrevista en Reddit, el director Harlin reflexionó críticamente sobre Driven, describiéndola como una "suma de muchas partes" y reconociendo que "había demasiados chefs en la cocina". Señaló que el proyecto sufrió interferencias creativas y cambios de dirección: "La trama y los personajes cambiaron varias veces y, al final, yo mismo no quedé muy satisfecho con el resultado". Originalmente concebida como una historia de Fórmula 1, la película tuvo que ser reestructurada cuando ese plan fracasó. A pesar de ser un aficionado de toda la vida a los deportes de motor con experiencia personal en carreras de automovilismo y botes, Harlin admitió que la producción carecía de cohesión y dirección. Resumiendo la experiencia, concluyó: "La lección que aprendí es 'nunca hagas una película por las razones equivocadas'".

## Adaptaciones
La película más tarde dio lugar a un videojuego del mismo nombre estrenado en ese mismo año para las consolas de Game Boy Advance, GameCube y PlayStation 2. Al igual como su contraparte en la pantalla grande, fue recibido con poco éxito.